# Вулька-Фольварк (Мазовецьке воєводство)
Вулька-Фольварк (пол. Wólka-Folwark) — село в Польщі, у гміні Жонсьник Вишковського повіту Мазовецького воєводства.
Населення — 139 осіб (2011).
У 1975-1998 роках село належало до Остроленцького воєводства.

## Демографія
Демографічна структура станом на 31 березня 2011 року:
|          | Загалом | Допрацездатний вік | Працездатний вік | Постпрацездатний вік |
| -------- | ------- | ------------------ | ---------------- | -------------------- |
| Чоловіки | 66      | 17                 | 43               | 6                    |
| Жінки    | 73      | 17                 | 37               | 19                   |
| Разом    | 139     | 34                 | 80               | 25                   |